# Strumeșnița
Strumeșnița (în bulgară Струмешница) este un sat în Obștina Petrici, Regiunea Blagoevgrad, Bulgaria.

## Demografie
Componența etnică a satului Strumeșnița
     Bulgari (94,16%)
     Romi (1,11%)
     Nicio identificare (0,27%)
     Altele (4,44%)
La recensământul din 2011, populația satului Strumeșnița era de 360 locuitori. Din punct de vedere etnic, majoritatea locuitorilor (94,16%) erau bulgari, cu o minoritate de romi (1,11%). Pentru 0,27% din locuitori nu este cunoscută apartenența etnică.